# Plesiadapiformes
Ordre
Les Plesiadapiformes ou plésiadapiformes en français, signifiant « presque des Adapiformes », forment un ordre éteint de mammifères. Ils sont étroitement liés aux primates ou en sont un ordre précurseur,.
Ils sont apparus après l'extinction Crétacé-Paléogène il y a environ 66 millions d'années, la plupart ont vécu durant le Paléocène et les derniers représentants se sont éteints presque à la fin de l'Éocène, vers 37 millions d'années. Ils vivaient en Amérique du Nord, Asie et Europe. C'étaient des quadrupèdes de la taille d'un écureuil au museau pointu et avec une longue queue. Il est possible que ce soient les premiers mammifères à avoir développé des ongles à la place de griffes.

## Classification possible
Phylogénie des ordres actuels d’euarchontoglires d'après Murphy et al., 2001 :
| Duplicidentata  | Lagomorpha (lapins, lièvres et pikas) |
|                 | Lagomorpha (lapins, lièvres et pikas) |
| Simplicidentata | Rodentia (rongeurs)                   |
|                 | Rodentia (rongeurs)                   |

|  | Dermoptera (galéopithèques)                                                                     |
|  |                                                                                                 |
|  | \| \| †Plesiadapiformes \| \| \| \| \| \| Primates (lémuriens, singes, tarsiers...) \| \| \| \| |
|  |                                                                                                 |
|  | †Plesiadapiformes                                                                               |
|  |                                                                                                 |
|  | Primates (lémuriens, singes, tarsiers...)                                                       |
|  |                                                                                                 |

|  | †Plesiadapiformes                         |
|  |                                           |
|  | Primates (lémuriens, singes, tarsiers...) |
|  |                                           |

|  | Dermoptera (galéopithèques)                                                                     |
|  |                                                                                                 |
|  | \| \| †Plesiadapiformes \| \| \| \| \| \| Primates (lémuriens, singes, tarsiers...) \| \| \| \| |
|  |                                                                                                 |
|  | †Plesiadapiformes                                                                               |
|  |                                                                                                 |
|  | Primates (lémuriens, singes, tarsiers...)                                                       |
|  |                                                                                                 |

|  | †Plesiadapiformes                         |
|  |                                           |
|  | Primates (lémuriens, singes, tarsiers...) |
|  |                                           |

| Duplicidentata  | Lagomorpha (lapins, lièvres et pikas) |
|                 | Lagomorpha (lapins, lièvres et pikas) |
| Simplicidentata | Rodentia (rongeurs)                   |
|                 | Rodentia (rongeurs)                   |

|  | Dermoptera (galéopithèques)                                                                     |
|  |                                                                                                 |
|  | \| \| †Plesiadapiformes \| \| \| \| \| \| Primates (lémuriens, singes, tarsiers...) \| \| \| \| |
|  |                                                                                                 |
|  | †Plesiadapiformes                                                                               |
|  |                                                                                                 |
|  | Primates (lémuriens, singes, tarsiers...)                                                       |
|  |                                                                                                 |

|  | †Plesiadapiformes                         |
|  |                                           |
|  | Primates (lémuriens, singes, tarsiers...) |
|  |                                           |

|  | Dermoptera (galéopithèques)                                                                     |
|  |                                                                                                 |
|  | \| \| †Plesiadapiformes \| \| \| \| \| \| Primates (lémuriens, singes, tarsiers...) \| \| \| \| |
|  |                                                                                                 |
|  | †Plesiadapiformes                                                                               |
|  |                                                                                                 |
|  | Primates (lémuriens, singes, tarsiers...)                                                       |
|  |                                                                                                 |

|  | †Plesiadapiformes                         |
|  |                                           |
|  | Primates (lémuriens, singes, tarsiers...) |
|  |                                           |

Note : La position des toupayes est sujette à controverse. Ils sont parfois placés auprès de Dermoptera pour former Sundatheria, ou parfois placés comme groupe frère des Glires.
- ORDRE PLESIADAPIFORMES
  - Famille Micromomyidae
  - Superfamille Paramomyoidea
    - Famille Paromomyidae
    - Famille Picromomyidae
    - Famille Palaechthonidae
    - Famille Picrodontidae
    - Famille Microsyopidae

  - Superfamille Plesiadapoidea
    - Famille Chronolestidae
    - Famille Plesiadapidae

  - Superfamille Carpolestoidea
    - Famille Carpolestidae